# Sean Pronger
Sean James Pronger (* 30. November 1972 in Thunder Bay, Ontario) ist ein ehemaliger kanadischer Eishockeyspieler, der im Verlauf seiner aktiven Karriere zwischen 1990 und 2005 unter anderem 274 Spiele für die Mighty Ducks of Anaheim, Pittsburgh Penguins, New York Rangers, Los Angeles Kings, Boston Bruins, Columbus Blue Jackets und Vancouver Canucks in der National Hockey League (NHL) auf der Position des Centers bestritten hat. Sein jüngerer Bruder Chris Pronger war ebenfalls professioneller Eishockeyspieler.

## Karriere
Sean Pronger spielte zunächst von 1988 bis 1989 für die Kenora Boise in einer unterklassigen kanadischen Juniorenliga. Im Anschluss verbrachte der Stürmer eine Saison bei den Thunder Bay Flyers aus der United States Hockey League (USHL). Der Stürmer begann in der Folge ein Studium an der Bowling Green State University und ging bis 1994 für deren Eishockeymannschaft in der National Collegiate Athletic Association (NCAA) aufs Eis. Während dieser Zeit wurde der Kanadier beim NHL Entry Draft 1991 in der dritten Runde an der 51. Position von den Vancouver Canucks aus der National Hockey League (NHL) ausgewählt. Nach Abschluss seines Studiums war Pronger in seiner ersten Profisaison vorwiegend in der East Coast Hockey League (ECHL) aktiv und stand für die Knoxville Cherokees und Greensboro Monarchs auf dem Eis. Da ihn die Vancouver Canucks nicht innerhalb der dreijährigen Frist nach dem NHL Entry Draft 1991 unter Vertrag genommen hatten, war der Stürmer als Free Agent verfügbar und berechtigt uneingeschränkt mit allen NHL-Teams zu verhandeln. Im Februar 1995 akzeptierte er ein Vertragsangebot der Mighty Ducks of Anaheim. Den Rest der Saison absolvierte der Angreifer im Farmteam bei den San Diego Gulls in der International Hockey League (IHL).
Im Verlauf der Saison 1995/96 sammelte er erste Erfahrungen in der NHL und lief in sieben Begegnungen für die Mighty Ducks aufs Eis, wobei der Center eine Torvorlage verbuchte. Den Großteil der Spielzeit bestritt der Kanadier bei den Baltimore Bandits in der American Hockey League (AHL). In der folgenden Saison erhielt Pronger deutlich mehr Eiszeit im Trikot der Mighty Ducks und erzielte 14 Punkte in 39 Spielen der regulären Saison. In den Playoffs scheiterte er mit den Kaliforniern in der zweiten Runde gegen die Detroit Red Wings. In der Saison 1997/98 schien er sich in Anaheim festzuspielen und kam in 62 NHL-Spielen zum Einsatz, in denen er 20 Punkte erreichte. Im März 1998 transferierten ihn diese allerdings im Austausch für Torwart Patrick Lalime zu den Pittsburgh Penguins. Für die Penguins absolvierte Pronger zwölf NHL-Spiele mit einem Torerfolg, bevor ihn das Management im November 1998 in einem fünf Spieler umfassenden Tauschhandel gemeinsam mit Petr Nedvěd und Chris Tamer an die New York Rangers abgab. Im Tausch wechselten Alexei Kowaljow und Harry York nach Pittsburgh. Die Spielzeit 1998/99 beendete der Linksschütze – nach einem abermaligen Tauschgeschäft gegen Éric Lacroix – schließlich bei den Los Angeles Kings. Als Free Agent unterzeichnete er im August 1999 einen Kontrakt bei den Boston Bruins.
Zum Einsatz kam er hauptsächlich im Farmteam bei den Providence Bruins und im März 2000 folgte ein Transfer innerhalb der AHL zu den Manitoba Moose, wobei die Boston Bruins die NHL-Rechte an Pronger behielten. Noch vor Jahresende 2000 gaben die Bruins seine Rechte an die New York Islanders ab. Der Kanadier, der die Saison weiterhin bei den Manitoba Moose bestritt, wurde im Mai 2001 von den Islanders auf die Waiver-Liste gesetzt, von der ihn die Columbus Blue Jackets auswählten. Im Verlauf der Saison 2002/03 setzte er sich in Columbus als Stammspieler durch und brachte es auf einen Karrierebestwert von 78 NHL-Spielen in der regulären Saison. Kurz nach Beginn der folgenden Spielzeit wurde der Stürmer im Austausch für Zenith Komarniski zu den Vancouver Canucks transferiert. Bis auf drei Einsätze in der NHL fand er sich jedoch im Farmteam bei den Manitoba Moose wieder. Für die Spielzeit 2004/05 wurde Pronger von den Frankfurt Lions aus der Deutschen Eishockey Liga (DEL) verpflichtet. Im Anschluss entschied er, seine aktive Laufbahn im Alter von 32 Jahren zu beenden.

## Karrierestatistik
(Legende zur Spielerstatistik: Sp oder GP = absolvierte Spiele; T oder G = erzielte Tore; V oder A = erzielte Assists; Pkt oder Pts = erzielte Scorerpunkte; SM oder PIM = erhaltene Strafminuten; +/− = Plus/Minus-Bilanz; PP = erzielte Überzahltore; SH = erzielte Unterzahltore; GW = erzielte Siegtore; 1 Play-downs/Relegation; Kursiv: Statistik nicht vollständig)